# Ida McCain
Ida Florence McCain (Fort Collins, 17 de agosto de 1884) fue una arquitecta estadounidense que ejerció a principios del siglo XX.  Trabajaba la Costa Oeste, siendo una de las pocas mujeres que desempeñaban esta profesión.

## Primeros años y educación
Sus padres fueron James Milton y Hannah H. Oelrich McCain. Tenía tres hermanos: Robert, Walter y William Arthur (quien luego se cambió su nombre a Arthur William), y dos hermanas: Emma y Edda (quien luego se cambió su nombre a Eda). Su padre murió cuando ella tenía 12 años y su madre se casó de nuevo, pasando a llamarse Hannah King. McCain asistió a la escuela pública y, a la edad de 15 años, ingresó en el Colegio de Agricultura Estatal de Colorado. Después de su primer año en el colegio, cuando aún no sabía que carrera ejercería en el futuro, descubrió un curso de arquitectura recién creado y decidió inscribirse. A pesar de sus altas calificaciones, fue inicialmente rechazada, pero persistió y finalmente se le permitió el ingreso. Fue la única mujer que se registró. Aunque solo aprendió arquitectura en este curso y no continuó sus estudios en la materia ni obtuvo nunca una licencia de arquitecta, fue una exitosa arquitecta y constructora del Área de la Bahía de San Francisco.

## Carrera de arquitecta
McCain se mudó a Los Ángeles, donde trabajó para el arquitecto Lawrence B. Valk por un año. Luego, empezó a trabajar como arquitecta en la empresa constructora Lambert & Bartin y un año después se volvió socia de la misma. En 1909 se trasladó a Portland, Oregón, con su madre, su hermano Arthur y su hermana Eda. McCain, Arthur y el marido de su hermana Eda, Charles Spencer, trabajaron entonces como contratistas. Fundaron la empresa Spencer-McCain y construyeron casas en los alrededores de Portland durante unos cinco años, de las cuales, al menos diez, todavía están en buen estado, algunas en el área de Laurelhurst. Uno de los edificios destacados de McCain, era el C.K. Henry House, un gran edificio de granito y madera diseñado en un estilo Arts an Crafts, con características entre las que destacaban puertas internas francesas, revestimiento de caoba y un porche de dormir cubierto con suelo de azulejo local.
En 1914, McCain regresó temporalmente a Los Ángeles y luego se mudó permanentemente al Área de la Bahía de San Francisco en 1915. Trabajó como arquitecta para los promotores inmobiliarios y constructores Stephen A. Born (cuyo departamento de arquitectura lo dirigía McCain) y la compañía Baldwin & Howell, diseñando a menudo casas únicas para sus clientes. La Empresa Baldwin & Howell publicó anuncios publicitarios en el Park Westwood en la zona al oeste de Twin Peaks en San Francisco con una fotografía de McCain, con el texto del anuncio escrito en primera persona, describiéndola como la "experta en el diseño bungalow" . El arquitecto local, Charles F. Strothoff, diseñó alrededor del 70% de los 650 búngalos de Westwood Park, y McCain diseñó el resto. A mediados del año 1920, trabajaba ya por su cuenta, comprando propiedades y diseñando casas grandes en St. Francis Wood y en áreas de la ciudad de Monterey Heights. McCain publicó anuncios en periódicos de la ciudad anunciando su experiencia en el diseño de búngalos y su capacidad, como mujer, para anticiparse a las necesidades de diseño.
En total, McCain diseñó varios búngalos y villas con los estilos Arts and Crafts y eduardiano en el área de la Bahía en 1910 y 1920, especialmente en los enclaves de clase media antes mencionados, además de Lincoln Manor (cerca de Lincoln Park en el Distrito Richmond en San Francisco) y en el Parque San Mateo en San Mateo. Debido a que era una de las pocas arquitectas de la época, era a menudo aclamada como la "Mujer Constructora de San Francisco". Sus rivales más conocidas en el área de la Bahía pudieron haber sido Julia Morgan y Emily Williams, mientras que en el este de la Bahía, Leola Hall estaba empezando a dejar de construir casas en el momento en que McCain empezó a construir hogares en ese lugar.
Los búngalos de McCain eran a menudo considerados versiones poco convencionales en la vida informal de la Costa Oeste, simbolizados por características tales como vigas expuestas, puertas corredizas, grandes armarios, revestimientos de madera y porches de ladrillo de clínker. Sus villas de dos pisos, por ejemplo en Lincoln Manor, tendían a ser más formales, mezclando elegantemente los detalles de Arts and Crafts con elementos clásicos y a menudo ofreciendo grandes comedores y planos de planta abierta ideales para el entretenimiento. 
En 1930, McCain estuvo viviendo con su madre y su hermana mayor en un apartamento de San Francisco del que ella era la propietaria. Después de 1937, nada más de su vida se conoce, y su fecha de muerte es incierta..

## Lista parcial de construcciones
- 796 Faxon, San Francisco, California (1918)
- 600, 676, y 701 Miramar Ave., San Francisco, California (1918)
- 45 Upper Terrace, San Francisco, California ("Dettner House", 1916 or 1917)
- 180 Westwood, San Francisco, California
- 141 Westwood Drive, San Francisco, California
- 475 N.E. Hazelfern, Portland, Oregon (antes 115 HazelFern Pl; construido antes de 1913; era la propia residencia de McCain)
- 3391 N.E. Multnomah St., Portland, Oregon (con Spencer-McCain)
- 1617 S.E. 23rd Ave., Portland, Oregon (con Spencer-McCain)
- 4063 N.E. 29th Ave., Portland, Oregon (con Spencer-McCain)
- 3033 N.E. 63rd Ave., Portland, Oregon ("Hibbard House", con Spencer-McCain)
- 2817 N.E. Dunckley St., Portland, Oregon (con Spencer-McCain)
- 444 N.E. Floral Place, Portland, Oregon (con Spencer-McCain)
- 436 and 475 N.E. Hazelfern Place, Portland, Oregon (con Spencer-McCain)
- 7468 N. Huron Ave., Portland, Oregon (con Spencer-McCain)
- 3641 N.E. Senate St., Portland, Oregon (con Spencer-McCain)
- 2647 S.W. Talbot Rd., Portland, Oregon (con Spencer-McCain)
- 1121 N.E. Glisan St., Portland, Oregon (1912, "Henry House",  con Spencer-McCain; derribado 1966)
- 1135 E. Glisan St., Portland, Oregon (1910, "Keeney House", con Spencer-McCain; derribado)